# Brójce (gromada w powiecie międzyrzeckim)
Brójce – dawna gromada, czyli najmniejsza jednostka podziału terytorialnego Polskiej Rzeczypospolitej Ludowej w latach 1954–1972.
Gromady, z gromadzkimi radami narodowymi (GRN) jako organami władzy najniższego stopnia na wsi, funkcjonowały od reformy reorganizującej administrację wiejską przeprowadzonej jesienią 1954 do momentu ich zniesienia z dniem 1 stycznia 1973, tym samym wypierając organizację gminną w latach 1954–1972.
Gromadę Brójce z siedzibą GRN w Brójcach utworzono – jako jedną z 8759 gromad na obszarze Polski – w powiecie międzyrzeckim w woj. zielonogórskim na mocy uchwały nr V/19/54 WRN w Zielonej Górze z dnia 5 października 1954. W skład jednostki weszły obszary dotychczasowych gromad Brójce, Łagowiec i Stary Dwór ze zniesionej gminy Brójce w tymże powiecie. Dla gromady ustalono 16 członków gromadzkiej rady narodowej.
31 grudnia 1961 do gromady Brójce włączono wsie Lutol Suchy i Chociszewo ze zniesionej gromady Lutol Suchy w tymże powiecie.
Gromada przetrwała do końca 1972 roku, czyli do kolejnej reformy gminnej. 1 stycznia 1973 w powiecie międzyrzeckim reaktywowano gminę Brójce (zniesioną ponownie 15 stycznia 1976).